# Rátót
Rátót (Duits: Neustift an der Raab) is een plaats (község) en gemeente in het Hongaarse comitaat Vas. Rátót telt 259 inwoners (2001).